# Мостовий Володимир Йосипович
Володи́мир Йо́сипович Мостови́й (1919—1996) — учасник Другої світової війни, командир батареї 816-го артилерійського полку (281-я стрілецька дивізія, 23-я армія, Ленінградський фронт), старший лейтенант. Герой Радянського Союзу.
Учений-фізик. Доктор фізико-математичних наук, професор, член-кореспондент АН СРСР (з 1984). Лауреат двох Сталінських і Державної премій.

## Біографія
Народився 14 липня 1919 року в селі Хажин Бердичівського повіту Київської губернії (нині Бердичівського району Житомирської області).
Після смерті батьків, з 1929 року, виховувався у родичів у місті Фастів Київської області.
У 1936 році закінчив середню школу, а в 1941 році — Київський державний університет імені Т. Г. Шевченка.
У Червоній армії — з липня 1941 року. Учасник Другої світової війни: у серпні 1941 — квітні 1942 — розвідник, зв'язківець і навідник гармати 822-го артилерійського полку (Південно-Західний фронт). Брав участь у Київській оборонній операції і оборонних боях в Україні. У жовтні 1942 року закінчив прискорений курс Подільського артилерійського училища (у місті Бухара, Узбекистан). З листопада 1942 — начальник розвідки дивізіону, командир батареї, начальник штабу дивізіону та помічник начальника штабу 816-го артилерійського полку 281-ї стрілецької дивізії (Волховський, Ленінградський і 2-й Білоруський фронти). Брав участь в обороні і знятті блокади Ленінграда, Ленінградсько-Новгородській, Виборзькій, Млавсько-Ельбінзькій, Східно-Померанській та Берлінській операціях. У боях був тричі поранений. Член ВКП(б)/КПРС.
Особливо відзначився у Виборзькій операції. 13 червня 1944 року біля села Рауту (нині — селище Сосново Приозерського району Ленінградської області) вогнем батареї нищив і придушував вогневі точки противника. 15 червня 1944 року в бою у районі села Сійранмяки (нині не існує, територія Виборзького району Ленінградської області), беручи участь у штурмі важливої висоти, першим увірвався у ворожу траншею. 16 червня 1944 року його батарея спільно зі стрілецькими підрозділами відбила 7 контратак противника.
За мужність і героїзм, проявлені в боях, Указом Президії Верховної ради СРСР від 21 липня 1944 року старшому лейтенантові Володимиру Мостовому присвоєно звання Героя Радянського Союзу з врученням ордена Леніна і медалі «Золота Зірка».
Після закінчення війни Мостовий і далі служив у артилерії помічником начальника штабу полку та помічником начальника штабу бригади (в Північній групі військ, Польща і Таврійському військовому окрузі). З березня 1946 року капітан Мостовий у запасі.
Потім працював у Лабораторії вимірювальних приладів Академії наук СРСР (перетвореної потім на Інститут атомної енергії АН СРСР імені І. В. Курчатова): науковим співробітником (1947—1954), начальником сектора (1954—1974), начальником лабораторії нейтронної фізики (1974—1989) та головним науковим співробітником (з 1989 року).
За дослідження з визначення констант самовільного поділу плутонію в 1949 році таємними указами уряду в групі учасників розробки першої радянської ядерної бомби був нагороджений орденом Трудового Червоного Прапора та Сталінською премією II ступеня.
Спеціаліст у галузі нейтронної фізики, фізики розподілу і фізики реакторів. Спільно з іншими вченими створив метод нейтронної спектроскопії за часом прольоту, відкрив нейтронні резонанси і визначив їхні параметри. Найбільший фахівець у галузі процесів поділу ядра. 26 грудня 1984 року обраний членом-кореспондентом Академії наук СРСР по Відділенню ядерної фізики.
Помер 18 жовтня 1996-го на 78-му році життя. Похований на Кунцевському кладовищі в Москві.

## Праці
- Взаимодействие нейтронов с ядрами // АЭ. 1958. Т. 4, вып. 1 (співавт.);
- Распределение кинетической энергии осколков при тройном делении U 235 тепловыми нейтронами // Там само. 1959. Т. 7, вып. 4 (співавт.);
- Измерение спектров нейтронов в решетках уран–вода и уран–моноизопропилдифенил // Там само. 1962. Т. 13, вып. 6 (співавт.);
- Поиски нарушени Т-четности в бета-распаде поляризованных нейтронов // ЯФ. 1968. Т. 8, вып. 1 (співавт.);
- Термализация нейтронов. Москва, 1970; Поиски трехвекторной корреляци в распаде поляризованных нейтронов // ЯФ. 1970. Т. 2, вып. 5 (співавт.);
- Спектры замедляющихся нейтронов в одиночных блоках резонансных поглотителей. Москва, 1974 (співавт.);
- Продолжение поиска нарушения Т-инвариантности в бета-распаде свободного нейтрона // Письма в ЖЭТФ. 1974. Т. 20, вып. 2 (співавт.);
- Ложные эффекты при исследовании тройной корреляции в распаде поляризованных нейтронов и новые результаты поиска нарушения временной четности // ЯФ. 1978. Т. 28 (співавт.);
- Требования к однородности ведущего магнитного поля при исследовании Т-нечетной трехвекторной корреляции распада свободного нейтрона. Москва, 1994; Человек Курчатов // Курчатов в жизни: письма, документы, воспоминания (из личного архива). Москва, 2007.

## Нагороди
- Медаль «Золота Зірка» Героя Радянського Союзу № 3741 (21.07.1944).
- Орден Леніна (21.07.1944).
- Орден Пошани (16.01.1996)[2].
- Орден Жовтневої Революції (26.04.1971).
- Два ордени Вітчизняної війни I ступеня (13.03.1945, 11.03.1985).
- Орден Вітчизняної війни II ступеня (22.06.1944).
- Два ордена Трудового Червоного Прапора (29.10.1949, 04.07.1979).
- Орден Червоної Зірки (18.06.1944).
- Орден «Знак Пошани» (23.07.1959).
- Дві Сталінських премії (29.10.1949, 31.12.1953).
- Державна премія СРСР (1973).
- Золота медаль імені І. В. Курчатова (1983) та інші медалі.

## Пам'ять
- У місті Фастів на будівлі школи, яку закінчив В. Й. Мостовий, встановлена меморіальна дошка.